# 1811 у літературі

## Твори
- Джейн Остін опублікувала власним накладом свій перший роман «Чуття і чуттєвість».
- Фрідріх де ла Мотт Фуке видав казкову повість «Ундина».
- Йоганн Вольфганг фон Гете опублікував свою автобіографію.

## Народилися
- 1 лютого — Ромуальд Зенкевич, білоруський фольклорист, педагог, етнограф (помер у 1868).
- 22 лютого — Левко Боровиковський — український письменник
- 21 березня — Фанні Льювальд, романіст (помер в 1889).
- 11 червня — Віссаріон Григорович Белінський, російський письменник, літературний критик і публіцист (помер у 1848).
- 14 червня — Гаррієт Бічер-Стоу, американська письменниця (померла у 1896).
- 18 червня —  Френсіс Сарджент Осгуд, американська поетеса (померла в 1850).
- 18 липня — Вільям Теккерей, англійський письменник (помер в 1863).